# کلیپئوموروس ایرانی
کلیپئوموروس ایرانی (نام علمی: Clypeomorus persica) نام یک گونه از رده شکم‌پایان است.